# A Private View at the Royal Academy, 1881
A Private View at the Royal Academy, 1881 é um quadro do pintor inglês William Powell Frith exposto na Academia Real Inglesa (Londres) em 1883. Ele retrata um grupo na Era vitoriana visitando a Academia Real Inglesa em 1881, logo após a morte do Primeiro ministro Benjamin Disraeli, cujo retrato feito por John Everett Millais foi incluído na cena para atender um pedido especial da Rainha Victória. Ele é visível no arco, ao fundo da sala.

## Significado e conteúdo
O assunto do quadro é o contraste entre os fatos históricos e os acontecimentos efêmeros. O retrato de Disraeli representa os fatos históricos que permanecem e a influência do Movimento estético do século XIX observado nas vestimentas representa o efêmero. O retrato de Disraeli representa o primeiro local, e a influência do movimento estético no vestido representa o último. Vestido Estética é exemplificado pelas principais figuras femininas em verde, roupas cor de rosa e laranja. Oscar Wilde, um dos principais defensores do esteticismo, é representado à direita atrás do menino no terno verde, cercado por admiradores do sexo feminino. Atrás dele, mais para a direita, um grupo de adversários olham com desaprovação enquanto ele fala. Entre eles estão o jornalista GA Sala e do artista Felipe Calderón.
No lado esquerdo da pintura, Anthony Trollope é retratado olhando para uma família de "estética". No centro da composição Frederic Leighton, o presidente da Academia, fala com uma mulher sentada. William Thomson, o arcebispo de York, está ao lado dele vestindo um chapéu alto. Lillie Langtry aparece nas proximidades, em um vestido branco. Outras figuras famosas da época descritas incluem Robert Browning, Thomas Huxley, William Ewart Gladstone e Mary Braddon. Os atores Ellen Terry e Henry Irving são visíveis pé atrás Wilde Mary Carenagem, Frith e seus seguidores, William Powell Frith:. Pintura da Era Vitoriana, 2007, p. 70 
Os quadros na parede reproduzem com precisão as exposições do ano. Um segundo retrato de Disraeli é visível na parede atrás Langtry. Na parede à direita, acima dos adversários de Wilde, é a figura semelhante de vista central de John Collier 's Última Voyage of Henry Hudson. Millais na extrema direita está olhando Lawrence Alma-Tadema 's pintura Safo e Alceu, acompanhado por um conhecedor míope.

## Influências

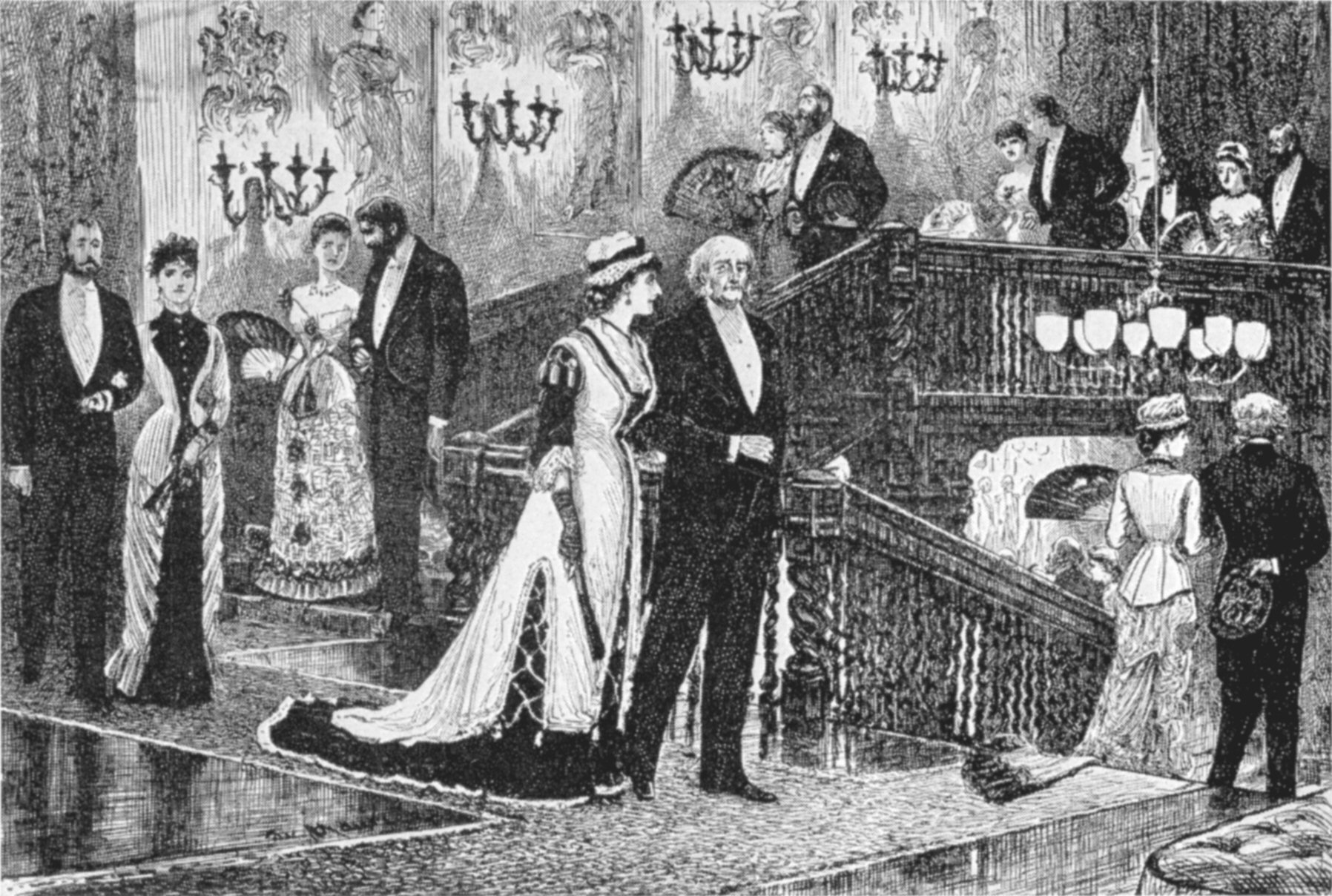
Uma das sátiras da moda (Du Maurier)

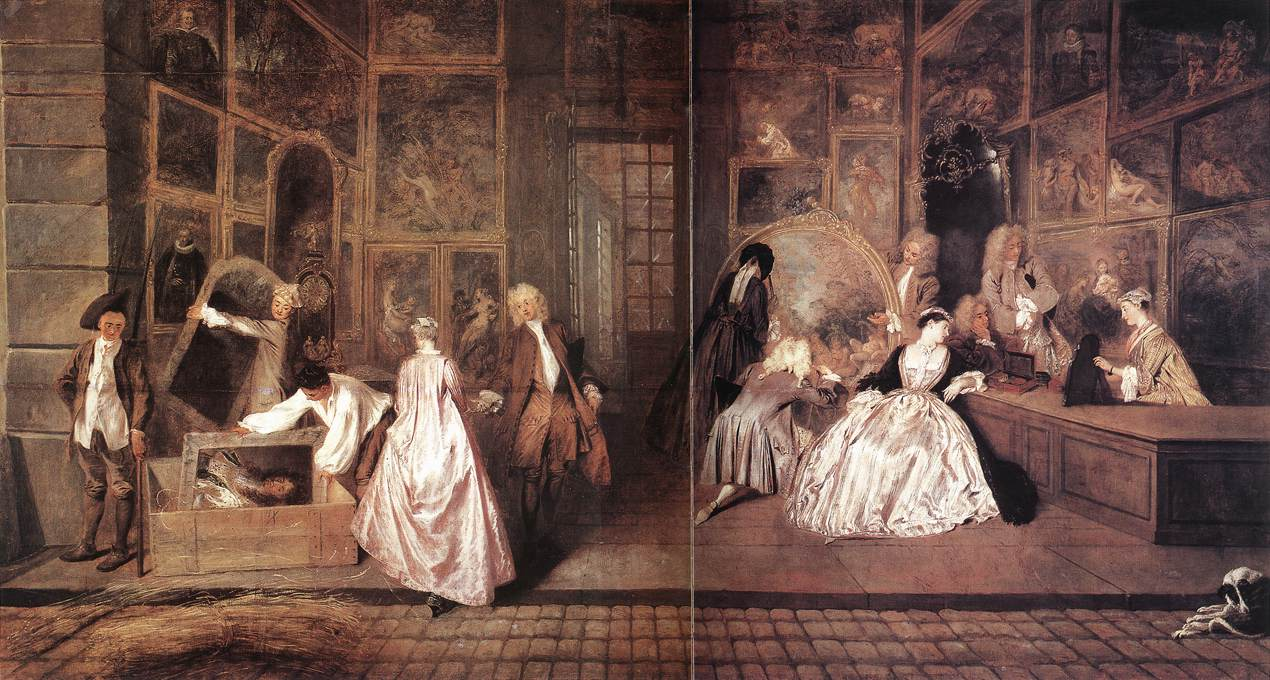
Watteau, L'Enseigne de Gersaint (1720)

Frith foi inspirado pelo cartoons satíricos de George du Maurier (cuja cabeça é visível entre o as mulheres com vestidos laranja e verde à esquerda) e pela conhecida opereta Patience  de Gilbert and Sullivan, executada pela primeira vez em 1881. As fantasias estéticas são caracterizadas por funções como gigot mangas e " Watteau pregas" visto na figura à esquerda de Wilde, vestindo rosa. As mulheres no centro, juntamente com o outro à direita de Wilde com a criança representada com roupas da moda normal do dia Edwina Ehrman, Frith e Moda, William Powell Frith:. Pintura da Era Vitoriana, de 2007, pp. 111–129 Estes aspectos de vestido e representam, juntamente com a figura míope ao lado de Millais, mostram a influência da pintura de Watteau L'Enseigne de Gersaint.